# ジェームス・ダグラス

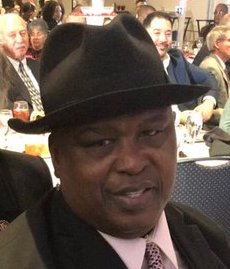
ジェームス・ダグラス

ジェームス・ダグラス（James Douglas、1960年4月7日 - ）は、アメリカ合衆国のプロボクサー。オハイオ州コロンバス出身。元WBA・WBC・IBF世界ヘビー級統一王者。
“バスター”（破壊者）のニックネームで呼ばれる。
父：ビル・ダグラス（Billy Douglas）もミドル級の元世界ランカーで来日経験のある親子ボクサーでもあった。
1990年2月11日、東京ドームで当時無敗のWBA・WBC・IBF世界ヘビー級王者マイク・タイソンからKO勝ちで王座を奪取した。

## 来歴
高校とコミュニティ・カレッジではバスケットボールの選手だった。
1981年5月31日、21歳でプロボクシングデビュー。
1987年5月30日、空位のIBF世界ヘビー級王座をトニー・タッカーと争い、10回TKO負け。
1990年2月11日、マイク・タイソンの持つWBA・WBC・IBF世界ヘビー級王座に挑戦し、10回KO勝ちで王座を獲得（マイク・タイソン 対 ジェームス・ダグラス戦）。リングマガジン アップセット・オブ・ザ・イヤーに選出された。強打で恐れられたタイソンに勇気を持って立ち向かい、タイソンを初めて破った選手となった。しかしこの試合はダグラスがダウンした際に実質13秒のロングカウントが為されたとされ、試合後に法廷闘争に発展。「疑惑のロングカウント」によりダグラス自身もボクサーとして正当な評価を得られなかった。タイソン戦を巡っての法廷闘争は後に1度目の引退後に至るまで深刻な精神的ダメージを与えた。ダグラスは当時を「私はチャンピオンになったが、それは悪夢だった」と振り返っている。
1990年2月23日、プロレス団体のWWE（当時WWF）に特別レフェリーとして出演。試合を裁いた。元々はタイソンが特別レフェリーを務める予定だったが、KO負けしたことでダグラスが代わりを務めることになった。
タイソンとプロモーターのドン・キングが再戦を要求したが、ダグラスはその要求を断ってイベンダー・ホリフィールドと対戦することを選択した。
1990年10月25日、イベンダー・ホリフィールドに3回KO負けし、王座から陥落。試合後に1度目の引退を表明する。ダグラスはこの試合で2460万ドルのファイトマネーを稼いだ。番狂わせで世界チャンピオンに上り詰めたことで環境が激変し、コンディション調整の失敗も理由であった。この敗戦でダグラスの評価は一段と下がり、メディアでは「まぐれでタイソンに勝った男」と評されるようになった。
引退後に体重が400ポンド（約180キロ）近くに達し、うつ病を発症。これに加えアルコール依存症となり糖尿病も併発した。一時は生死をさまようほど病状が悪化し、ダグラスは当時を「人生に無関心だった」と振り返っている。このためトレーニングを再開。
1996年6月22日、6年ぶりに現役復帰し、復帰戦から6連勝を記録。
1998年6月25日、ルー・サバリースとのマイナータイトルのIBAヘビー王座決定戦で、3度のダウンを奪われ初回KO負け。
1999年、2度目の引退。
現在は現役時代に患った糖尿病と向き合いながら、出身地のオハイオ州コロンバスのコミュニティーセンターでボクシングのインストラクターをしている。

## 戦績
- プロボクシング: 46戦 38勝（25KO） 6敗 1分 1NC

| 戦           | 日付          | 勝敗 | 時間 | 内容 | 対戦相手         | 国籍           | 備考                  |
| ------------ | ------------- | ---- | ---- | ---- | ---------------- | -------------- | --------------------- |
| 41           | 1990年2月11日 | ☆    | 10R  | KO   | マイク・タイソン | アメリカ合衆国 | WBA・WBC・IBF王座獲得 |
| テンプレート |               |      |      |      |                  |                |                       |

## 獲得タイトル
- WBA世界ヘビー級王座
- WBC世界ヘビー級王座
- IBF世界ヘビー級王座